# Jürgen Ospelt
Jürgen Ospelt (* 16. Januar 1974 in Vaduz) ist ein ehemaliger liechtensteinischer Fussballspieler.

## Karriere

### Verein
In seiner Jugend spielte Ospelt für den Hauptstadtklub FC Vaduz, bei dem er 1990 in den Herrenbereich befördert wurde. In der Saison 1992/93 wurde er an den FC Balzers verliehen. Nach seiner Rückkehr zum FC Vaduz war er in der Spielzeit 1996/97 auf Leihbasis für die USV Eschen-Mauren aktiv. Es folgten erneut drei Jahre beim FC Vaduz, bevor er zum Schweizer Verein FC Widnau wechselte. Später unterschrieb er einen Vertrag bei Chur 97 und danach beim FC Triesenberg, für den er bis zu seinem Karriereende spielte.

### Nationalmannschaft
Ospelt gab sein Länderspieldebüt in der liechtensteinischen Fussballnationalmannschaft am 27. Mai 1994 beim 0:2 gegen die Schweiz im Rahmen eines Freundschaftsspiels. Bis 2003 war er insgesamt 40 Mal für sein Heimatland im Einsatz.